# Marie Lindberg
Johanna Marie Lindberg (Kungshamn, 3 maggio 1975) è una cantante svedese, famosa per la sua partecipazione al festival musicale Melodifestivalen 2007 con il brano Trying to Recall.

## Biografia
Marie Lindberg è nata nella parrocchia di Askum del comune di Kungshamn. Qui ha frequentato una scuola di musica, dove ha imparato a suonare la fisarmonica e la chitarra acustica. Nel 1999 ha iniziato a lavorare come insegnante di musica alla Fisketorpsskolan di Munkedal.
Nel 2004 ha inviato a SVT la sua canzone Trying to Recall, che aveva composto nel maggio del 1998, sperando di essere selezionata per partecipare a Melodifestivalen 2005, il festival musicale annuale più famoso in Svezia. Non è stata presa né per l'edizione del 2005 né per quella del 2006, ma SVT l'ha invitata a ripresentarsi negli anni successivi. Ad ottobre 2006 è stato confermato che con Trying to Recall Marie Lindberg avrebbe partecipato alla seconda semifinale di Melodifestivalen 2007, tenutasi a Göteborg il 10 febbraio 2007. Qui è stata una dei due artisti che sono riusciti a qualificarsi direttamente per la finale attraverso il televoto. Nella finale del 10 marzo Marie ha ottenuto 4 punti dalle giurie e 66 dal televoto, risultando la quarta preferita dal pubblico con l'11% dei voti totali. Con un totale di 70 punti, si è piazzata quinta.
La sua canzone, messa in commercio la settimana prima della finale, è arrivata quarta nella classifica svedese. Ha seguito a breve il suo album di debutto, anch'esso intitolato Trying to Recall, che ha debuttato alla vetta della classifica degli album più venduti in Svezia. L'album, registrato a Sundsvall subito dopo il successo riscosso nella semifinale di Göteborg, è frutto della collaborazione di Marie con il produttore Patrik Frisk ed è stato pubblicato su etichetta discografica Bolero Records. L'album ha prodotto un secondo singolo, Seize the Day, uscito su iTunes alla fine del 2007.
Il marito di Marie Lindberg, Jan Lindberg, ha partecipato per tre volte a Melodifestivalen come parte della band di musica popolare Date. La coppia, che risiede a Munkedal, ha dato il benvenuto a una bambina, Vera, il 5 agosto 2008.

## Discografia

### Album
- 2007 - Trying to Recall

### Singoli
- 2007 - Trying to Recall
- 2007 - Seize the Day